# Cereus repandus
 (décembre 2016).
Améliorez-le ou discutez des points à vérifier. 
Espèce
Le Cereus repandus aussi appelé Cierge du Pérou est un large, dressé et épineux cactus colonnaire répertorié en Amérique du Sud ainsi qu'aux abords des îles ABC des caraïbes hollandaises. Il est aussi connu sous le nom de : Giant Club Cactus, Hedge Cactus, cadushi (en Wayuu) et kayush.
Avec un aspect souvent arborescent, les tiges gris-vert/bleu cylindriques du Cierge du Pérou peuvent atteindre 10 mètres de hauteur et 10–20 cm de diamètre. Ses fleurs dites "nocturnes" ne restent ouvertes qu'une seule nuit, au mieux quelques fleurs persistent dans une partie de la journée suivante, puis se ferment ou se fanent.
Ses fruits, connus localement sous le nom de pomme d’où il tire son nom anglophone "Peruvian Apple Cactus" (à ne pas confondre avec le fruit du dragon ou Pitaya, pourvu d'écaille, fruit de "Hylocereus undatus, Hylocereus polyrhizus et Selenicereus megalanthus"), n'ont pas d'épines et varient de couleurs du rouge a l'orange. La partie comestible est blanche, son aspect pouvant faire penser au kiwi, et i k,contient des graines croquantes comestibles. La chair s’adoucit au fur et à mesure que le fruit s'ouvre.
Le Cereus repandus est un cactus inexploré et sous-exploité, qui grandit principalement comme une plante ornementale.
Une des serres du parc floral à Paris présente des « cereus peruvianus » munis d'un écriteau, en prétendant que la NASA aurait démontré leur capacité à purifier un environnement restreint, pollué par des sources électromagnétiques multiples et variées, cependant cette idée est largement controversée.

## Images

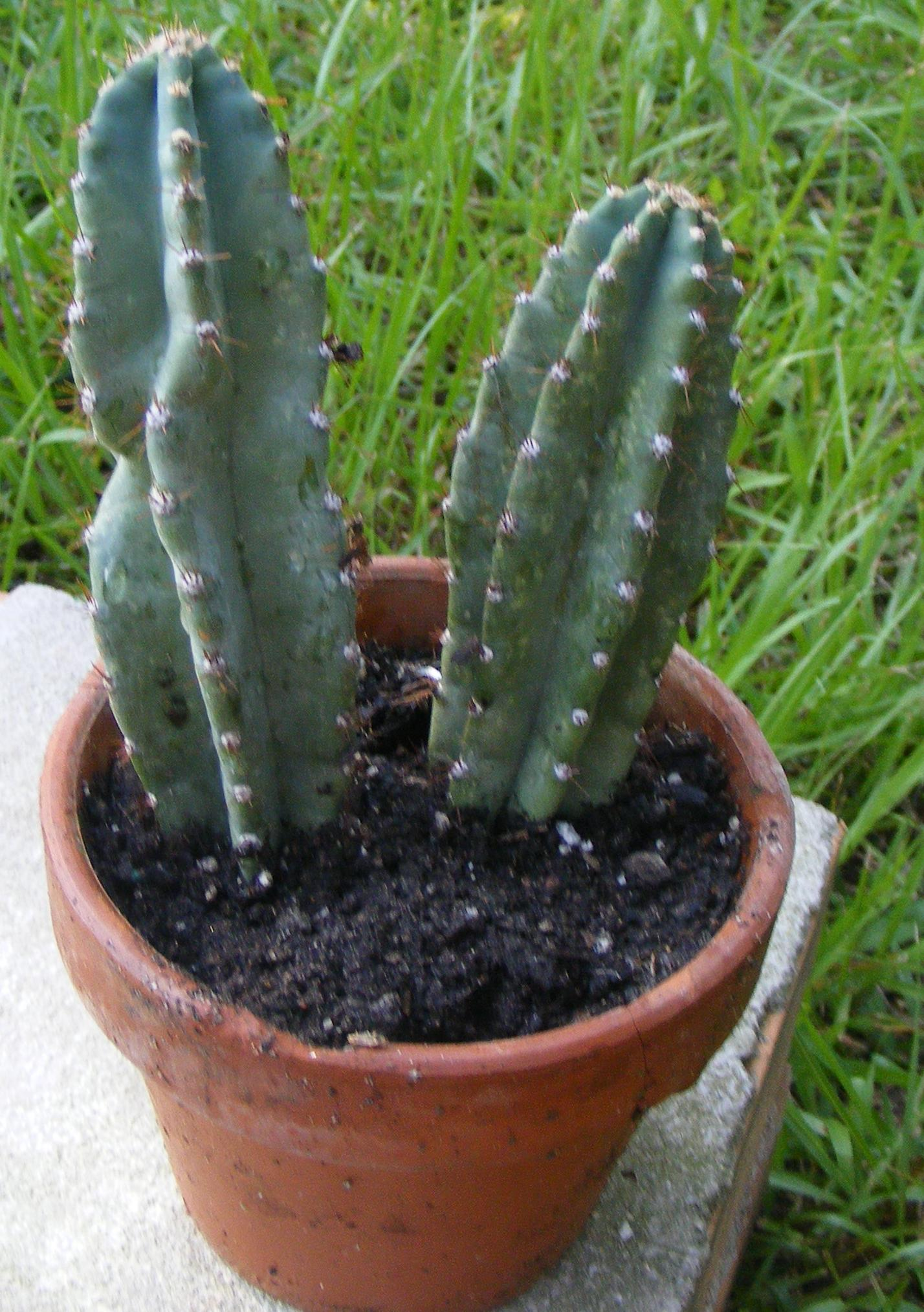
Petites boutures de Cereus repandus
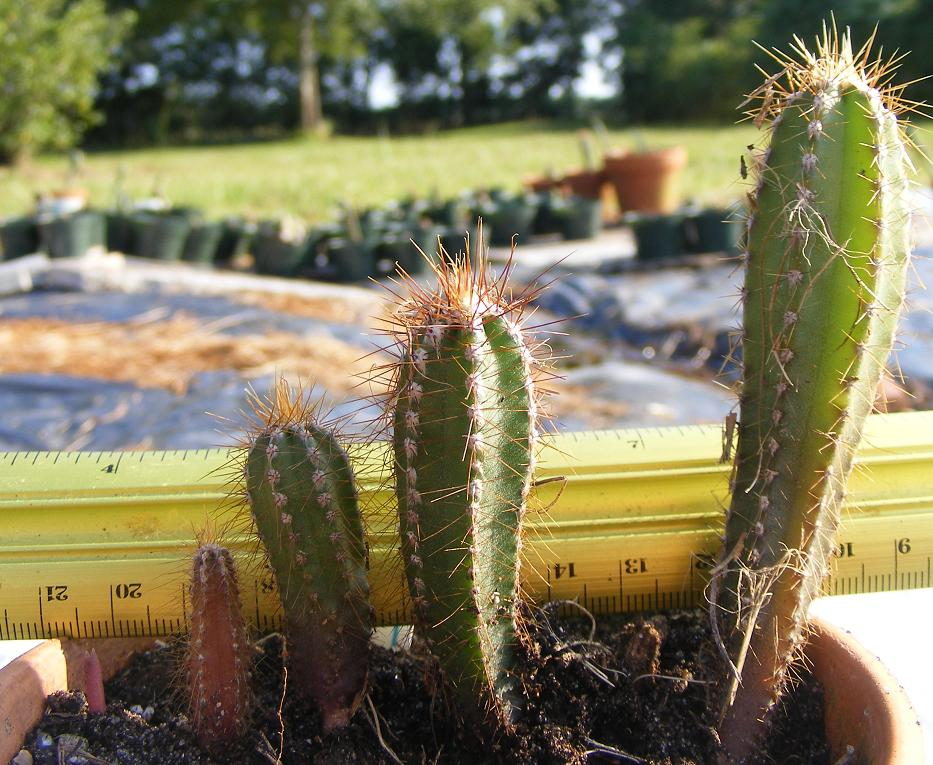
Cereus repandus, la progression des jeunes plants
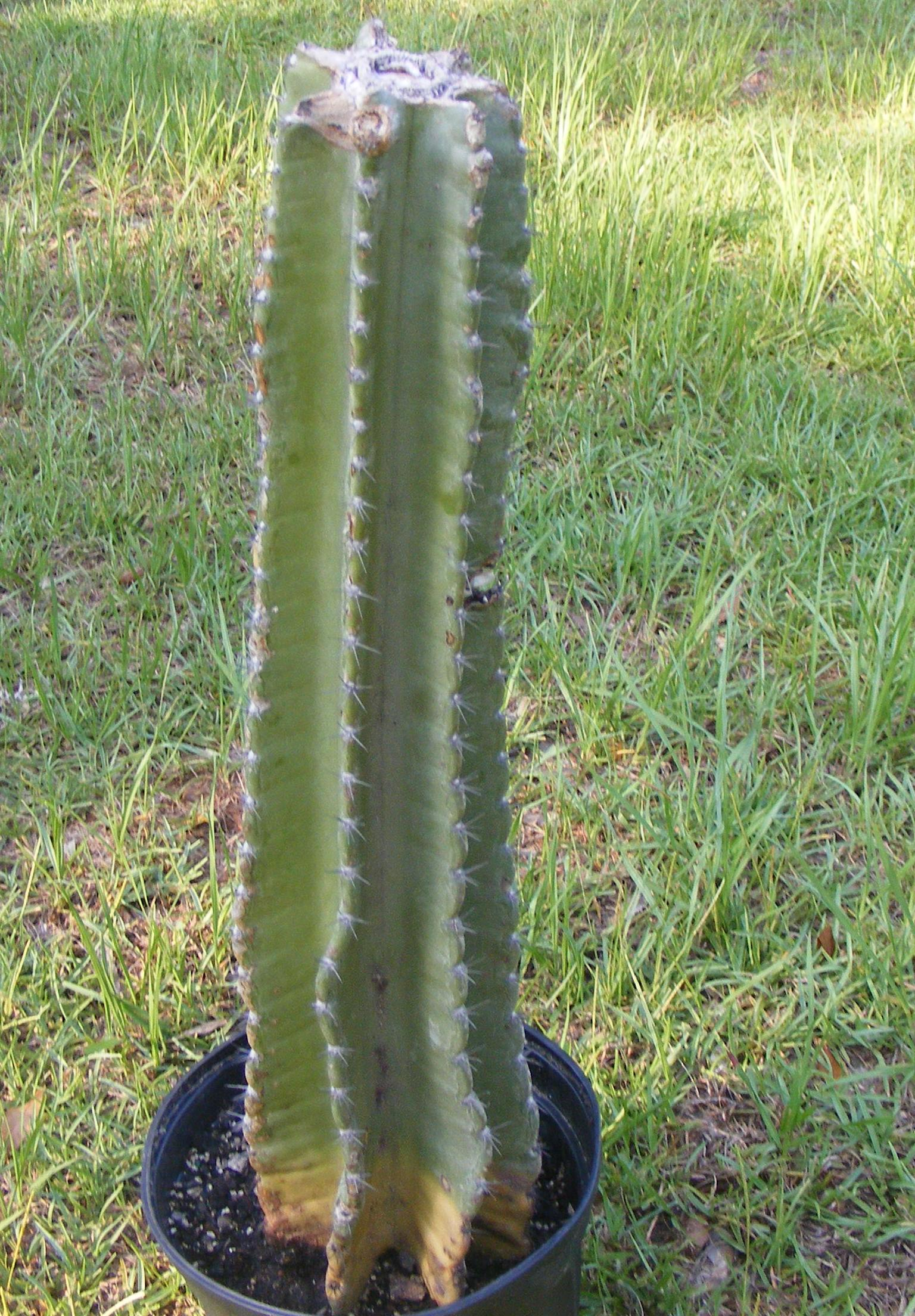
Cereus repandus Taillage
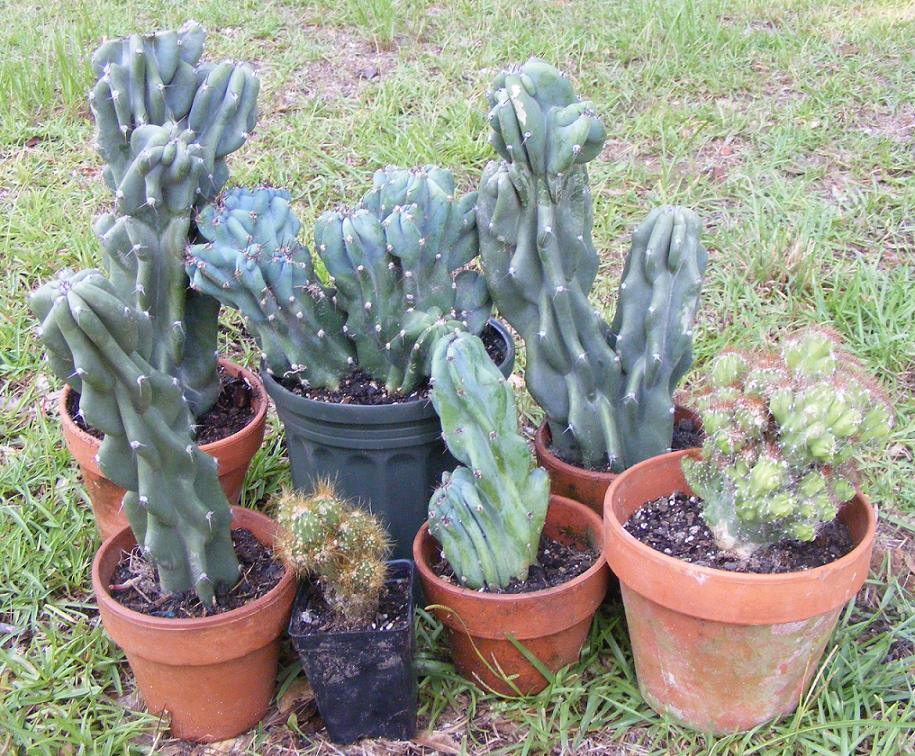
Cereus repandus var. monstrose Variété naine
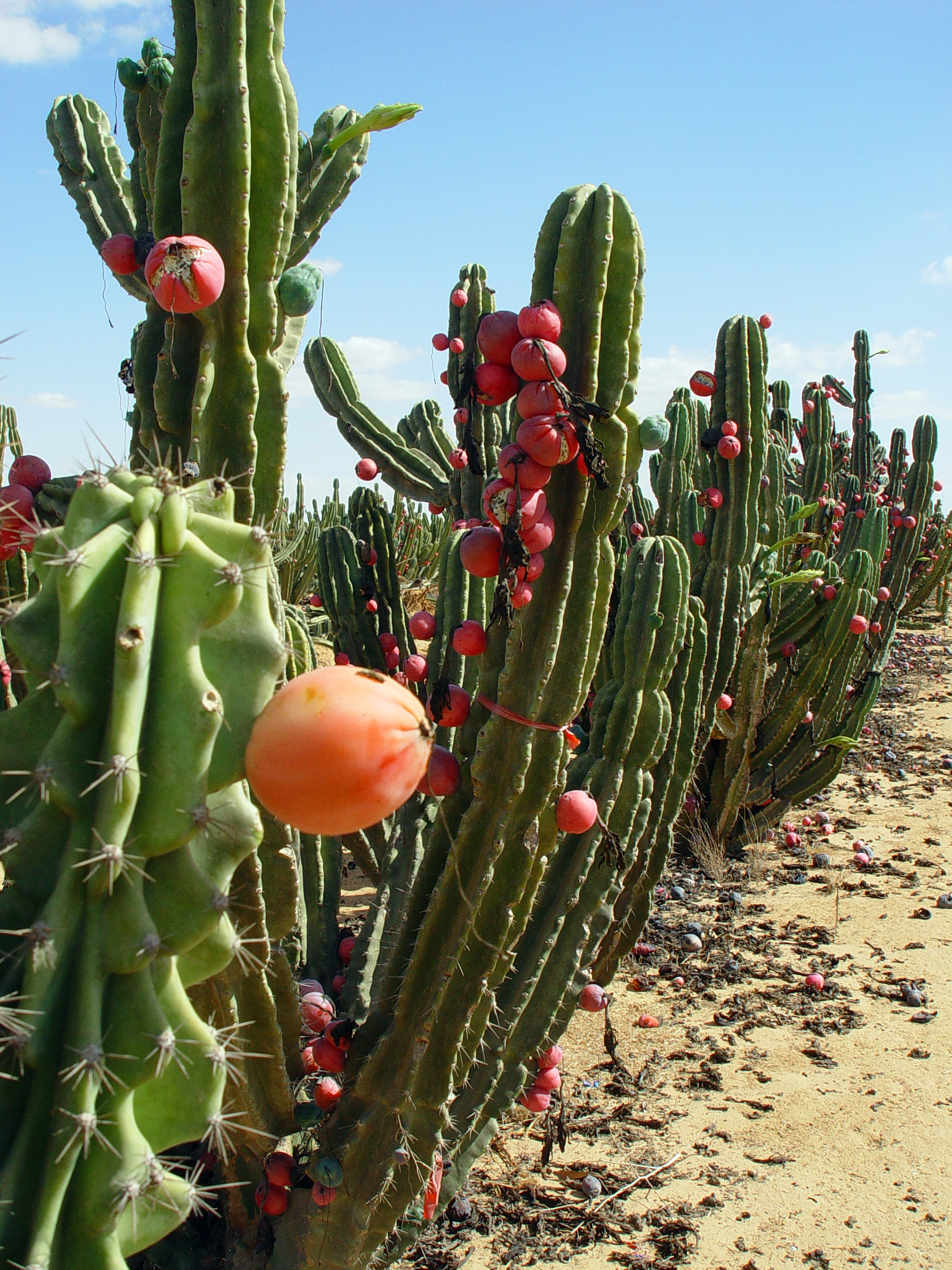
Cereus repandus